# Sharon Osbourne

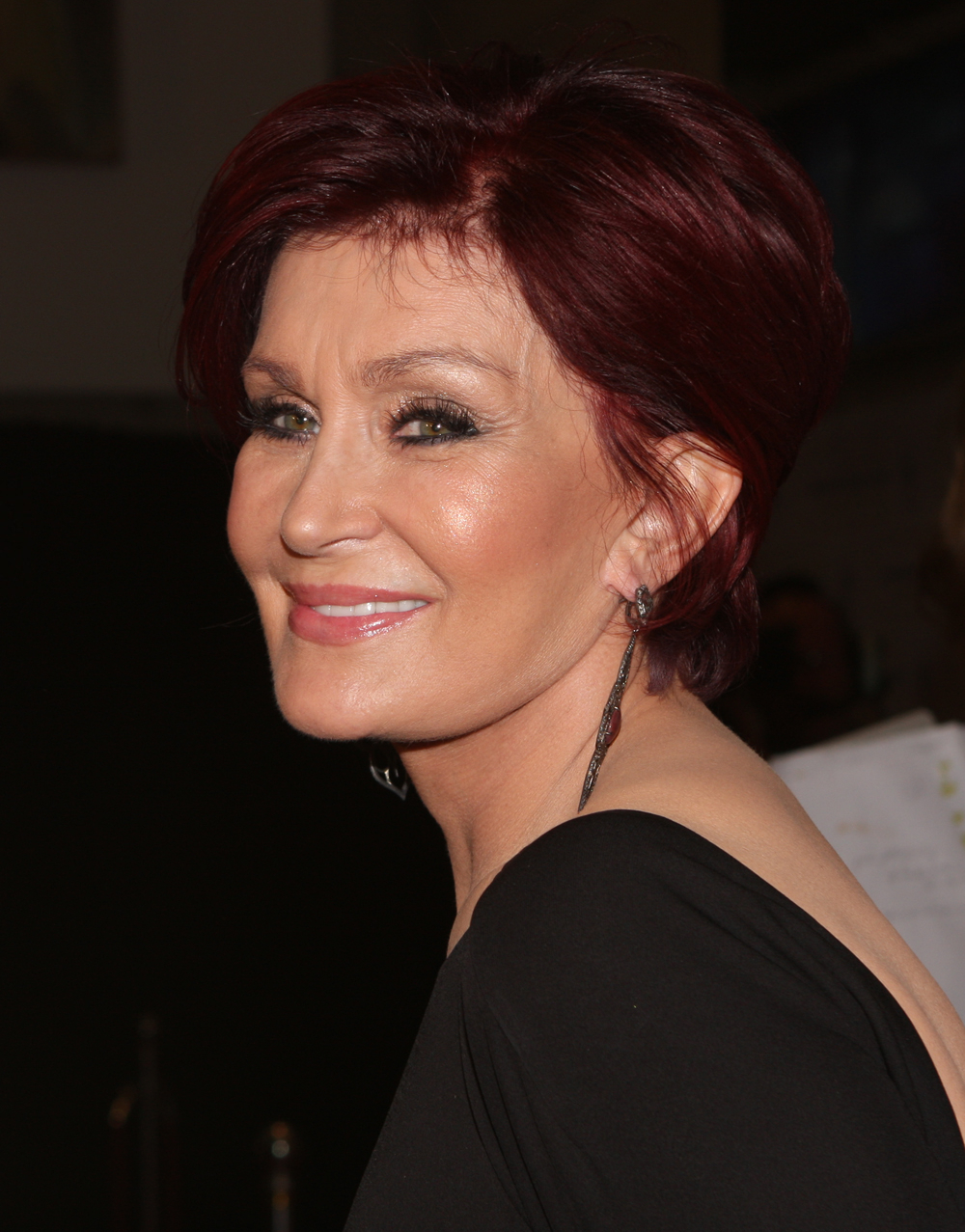
Sharon Osbourne (2012)

Sharon Rachel Osbourne (geborene Levy, später Arden; * 9. Oktober 1952 in London) ist eine britische Musikmanagerin und Moderatorin. Sie war bis zu seinem Tod im Juli 2025 mit dem Rockmusiker Ozzy Osbourne verheiratet. 

## Leben
Die Tochter des ehemaligen Black-Sabbath-Managers und Jet-Records-Firmenchefs Don Arden (1926–2007), der als Harry Levy geboren wurde, und seiner Frau Hope Shaw († 1998) verließ bereits mit 15 Jahren die Schule und arbeitete bei ihrem Vater als Rezeptionistin. Einer ihrer Kindheitsträume war es, Ballerina zu werden. Für die Disco-Formation „The Sheikettes“ schrieb und sang sie das Lied You Can Strike Oil – In Hollywood, das 1978 als Single auf Jet Records veröffentlicht wurde.
Ab Juli 1982 war sie mit Ozzy Osbourne verheiratet, der im Juli 2025 starb. Sie hat mit ihm drei Kinder: Aimee Rachel (* 1983), Kelly Lee (* 1984) und Jack (* 1985). Sharon Osbourne arbeitete bereits bei Black Sabbath als Managerin, auch bei den Soloalben ihres Ehemannes übernahm sie Management-Aktivitäten. Zudem rief sie 1996 das Musikfestival Ozzfest mit ins Leben. 2002 erkrankte sie an Darmkrebs, gilt aber heute als geheilt.
Seit 2006 hat Osbourne ihre eigene Fernsehshow The Sharon Osbourne Show. Von Oktober 2008 bis Januar 2009 war sie Moderatorin der US-amerikanischen Show Charm School: Rock of Love Girls, die ein Spin-off von Rock of Love darstellte, in der die Kandidatinnen „richtiges Benehmen“ lernen sollten. In der Reunionshow, in der die Kandidatinnen nach dem Finale alle noch einmal erschienen, schüttete sie wegen einer Beleidigung gegen ihren Ehemann Ozzy eine rote Flüssigkeit auf Kandidatin Megan Hauserman.
Osbourne war mit Unterbrechungen von 2004 bis 2017 Jurorin bei X Factor in Großbritannien sowie bis 2012 bei America’s Got Talent. Zudem trat sie in der sechsten Folge der ersten Staffel der britischen Version sowie in der zwölften Episode der dritten Staffel der US-amerikanischen Version von The Masked Singer als Gastjurorin auf. Im Jahr 2024 nahm sie an der 23. Staffel der britischen Version von Celebrity Big Brother teil. 2020 hatte sie in der Serie Lucifer eine Gastrolle (Staffel 5, Folge 2).